# Manjala plana
Manjala plana is een spinnensoort in de taxonomische indeling van de nachtkaardespinnen (Amaurobiidae).
Het dier behoort tot het geslacht Manjala. De wetenschappelijke naam van de soort werd voor het eerst geldig gepubliceerd in 1990 door Hugh Davies.